# 암태초등학교 추포분교
암태초등학교 추포분교는 전라남도 신안군에 있었던 공립 초등학교이다.

## 학교 연혁
- 1948년 3월 1일: 암태국민학교 추포분교 설립 인가
- 1951년 8월 20일: 추포분교장 개교
- 1967년 4월 1일: 도서벽지학교 도서 '을'급 지정
- 1986년 1월 1일: 도서벽지학교 도서 '나'급 조정
- 1996년 3월 1일: 암태초등학교 추포분교 개칭
- 2021년 3월 1일: 도서벽지학교 벽지 '다'급 지정
- 2021년 9월 1일: 폐교 및 암태초등학교 통폐합

## 참고 자료
- 암태초등학교추포분교장 - 한국교육학술정보원 학교알리미